# Maya yucatèque
Le maya yucatèque, appelé aussi maya péninsulaire ou simplement maya, est une langue amérindienne du groupe yucatèque de la famille des langues mayas. Ses 759 000 locuteurs au Mexique (recensement de 2005) dans les États du Yucatán, Quintana Roo et Campeche (péninsule du Yucatán) en font la seconde langue indigène du pays après le nahuatl. On trouve aussi 5 000 locuteurs au Belize.
Les plus proches parents du maya sont le lacandon (Chiapas, Mexique) et le maya mopán (Belize). On ne lui connaît pas de lien de parenté avec la langue des signes maya yucatèque.

## Démographie
| année       | 1970    | 1990    | 2000    | 2005    |
| ----------- | ------- | ------- | ------- | ------- |
| locuteurs   | 454 675 | 713 520 | 800 291 | 759 000 |
| monolingues |         |         | ~65 000 | ~41 000 |
| monolingues |         |         | 8,2 %   | 5,4 %   |

La langue est parlée en seconde langue par de nombreux descendants d'espagnols au Mexique,[réf. nécessaire] mais est en voie d'extinction au Belize. Le monolinguisme est faible (5,4 % en 2005) et la plupart des locuteurs parlent l'espagnol.

## Phonologie
Le yucatèque possède les cinq voyelles (/a/, /e/, /i/, /o/, /u/) des langues mayas et procède à des distinctions de longueur et de glottalisation. Il existe ainsi six variantes d'une voyelle : /a/, /a:/, /aʔa/, /ăʔăʔ/ et /ăʔ/. S'ajoutent six diphtongues : /aj/, /ej/, /ij/, /oj/, /uj/, /aw/.
Le maya a acquis un caractère tonal et se distingue ainsi des autres langues mayas : le ton (haut ou bas) d'une voyelle longue (/a:/ ou /ăʔăʔ/) est un trait pertinent.
Les consonnes sont du flux pulmonaire et du flux glottal (/p'/, /k'/, /t'/, /ts'/, /tʃ'/).

## Morphologie
Le yucatèque est une langue agglutinante à harmonie vocalique.

## Grammaire
- langue ergative
- langue VOS

## Arbre philogénétique
- langues mayas
  - groupe yucatèque
    - sous-groupe yucatèque-lacandón
      - maya yucatèque

## Écriture
- écriture glyphique de nature logosyllabique avant la conquête
- écriture traditionnelle après la conquête : transcription en alphabet latin inspirée de l'espagnol
- orthographe inspirée de celle recommandée par l'Académie de la langue maya (à Mérida, la capitale du Yucatan).

## Enseignement du maya yucatèque
En plus des universités et d'institutions privées au Mexique, le maya yucatèque est aussi enseigné dans les écoles suivantes :
- INALCO, Paris, France
- Université de Chicago, aux États-Unis
- Université Harvard
- Université Tulane
- Université de l'Indiana
- Université du Wisconsin à Madison
- Université de Caroline du Nord
- Université de Leyde, aux Pays-Bas

## Ouvrages célèbres en yucatèque
- Chilam-Balam